# Sura pyrocera
Sura pyrocera is een vlinder uit de familie wespvlinders (Sesiidae), onderfamilie Sesiinae.
Sura pyrocera is voor het eerst wetenschappelijk beschreven door Hampson in 1919. De soort komt voor in het Afrotropisch gebied.